# Leuconotopicus arizonae
El carpintero de Arizona o pico de Arizona (Leuconotopicus arizonae) es una especie de ave piciforme de la familia Picidae. Es nativa del sur de Arizona, Nuevo México y la Sierra Madre Occidental en el oeste de México. La gama más septentrional de la especie en el sureste de Arizona, el extremo suroeste de Nuevo México y el norte de Sonora, es la región de las islas del Cielo en el archipiélago Madrense, una región de las cordilleras más altas del desierto de Sonora.
Esta especie es conocida en guías de campo más antiguas como subespecie del carpintero de Strickland (Picoides stricklandi). El suplemento 42 de la lista de la OAU dividió oficialmente al carpintero de Strickland en dos especies: la población del norte de la región de la Sierra Madre Occidental P. arizonae y la población del sur, en el centro de México P. stricklandi.

## Subespecies
Se reconocen dos subespecies:
- L. a. arizonae (Hargitt, 1886)
- L. a. fraterculus (Ridgway, 1887)